# ソーヌ川

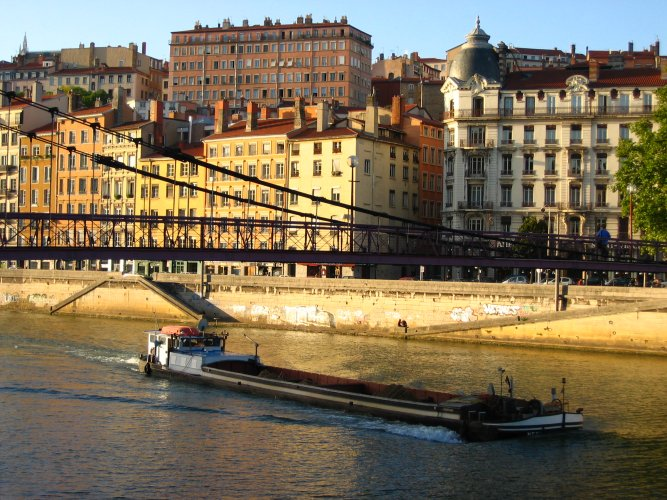
リヨン市街

ソーヌ川（ソーヌがわ、la Saône）は、フランス東部を流れる川である。ヴォージュ県ヴィオメニルに源を発し南へ流れ、リヨンでローヌ川に合流する。川はオート＝ソーヌ県の語源となった。

## 流域の都市
ヴォージュ県
オート＝ソーヌ県
コート＝ドール県
ソーヌ＝エ＝ロワール県
シャロン＝シュル＝ソーヌ、トゥルニュ（Tournus）、マコン
ローヌ県
ヴィルフランシュ＝シュル＝ソーヌ、カリュイール＝エ＝キュイール、リヨン

## 支流
- アゼルグ川（l'Azergues）
- オニョン川（l'Ognon）
- ティル川（la Tille）
- ウシュ川（l'Ouche）
- ドゥー川
- ブルヴェンヌ川（la Brevenne）
- レイスーズ川（la Reyssouze）
- セイユ川（la Seille）